# Statua di Teucro
Teucro, è una statua creata dallo scultore spagnolo Cándido Pazos, che si trova a Pontevedra (Spagna). È situata in Piazza San Giuseppe sopra l'orologio dell'edificio centrale della Cassa di Risparmio Provinciale di Pontevedra ed è stata inaugurata il 15 luglio 2006.

## Storia
Teucro è il mitico fondatore della città di Pontevedra. La leggenda narra che il mitico arciere Teucro, figlio del re Telamone (re di Salamina), seguì una sirena, Leucoiña, in esilio nella Ria di Pontevedra e poi fondò la città.
Prima della fondazione della città, Teucro, insieme al fratello Aiace e al cugino Achille, era partito per la guerra di Troia. Ma quando questa lunga guerra finì e tornarono a casa, gli eroi non furono ben accolti, anche dalle loro stesse famiglie. Teucro, respinto dal padre, andò quindi alla ricerca di una nuova patria in Occidente e arrivò in Iberia, viaggiò lungo la costa della Hispania, attraversò lo stretto di Gibilterra e fondò una colonia greca chiamata Hellenes, che in seguito divenne Pontevedra.

## Descrizione
La scultura è in bronzo ed è alta 6 metri.
Pesa 2 tonnellate ed è ancorata con un picchetto d'acciaio al piccolo padiglione dell'orologio nella parte superiore dell'edificio della Cassa di Risparmio di Pontevedra. La scultura dà una sensazione di leggerezza che fa pensare di galleggiare nell'aria nel vuoto.
Teucro è rappresentato come un giovane atleta nudo con un arco modernista e l'espressione di essere arrivato a destinazione.

## Teucro in città
La città ha dato il nome di Teucro nel 1843 alla piazza più antica del centro storico, che fino ad allora si chiamava piazza della città o piazza del pane.
Sulla facciata del municipio di Pontevedra (1880) c'è un'iscrizione sulla fondazione della città da parte dell'arciere greco Teucro.
| FVNDOTE TEVCRO VALIENTE DE AQVESTE RIO EN LA ORILLA PARA QUE EN ESPAÑA FVESES DE VILLAS LA MARAVILLA DEL ZEBEDEO LA ESPADA CORONA TU GENTILEZA VN CASTILLO PVENTE Y MAR ES TIMBRE DE TV NOBLEZA | Teucro il coraggioso ti ha fondata di questo fiume sulle rive, in modo che dalla Spagna tu sia la più bella delle città, la spada di Zebedeo corona la tua gentilezza; un castello, un ponte e il mare è la prova della tua nobiltà. |

Nella Basilica di Santa Maria Maggiore c'è una statua di Teucro che porta la clava in cima al contrafforte destro della sua facciata principale. Nel 1956, una statua in granito di Teucro che rompe le fauci del leone di Nemea con una croce dietro di essa è stata aggiunta all'arco della fontana che chiude il piazzale della chiesa della Madonna Pellegrina.

## Galleria d'immagini

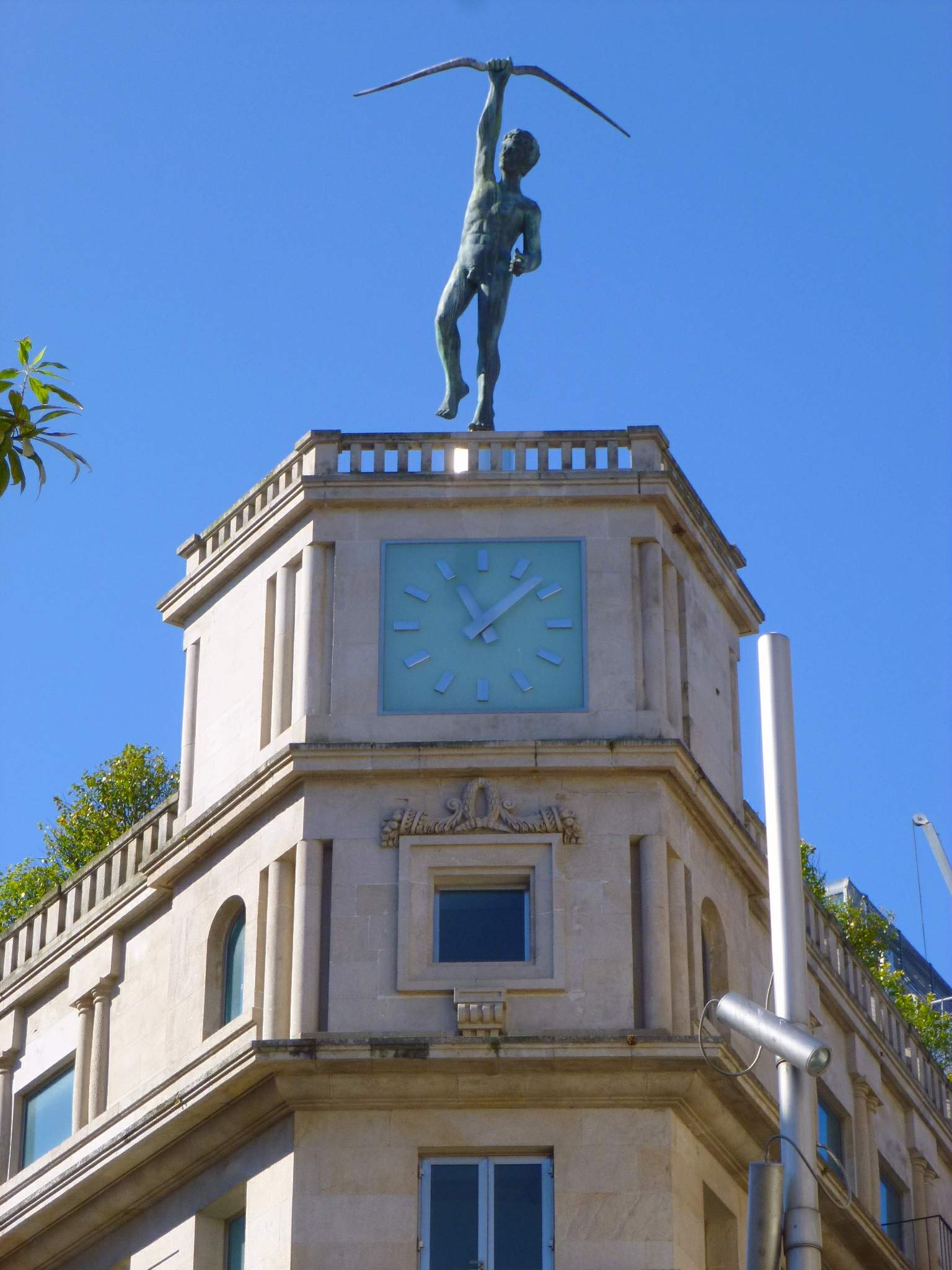
Teucro sopra l'orologio nell'edificio della Cassa di Risparmio di Pontevedra.
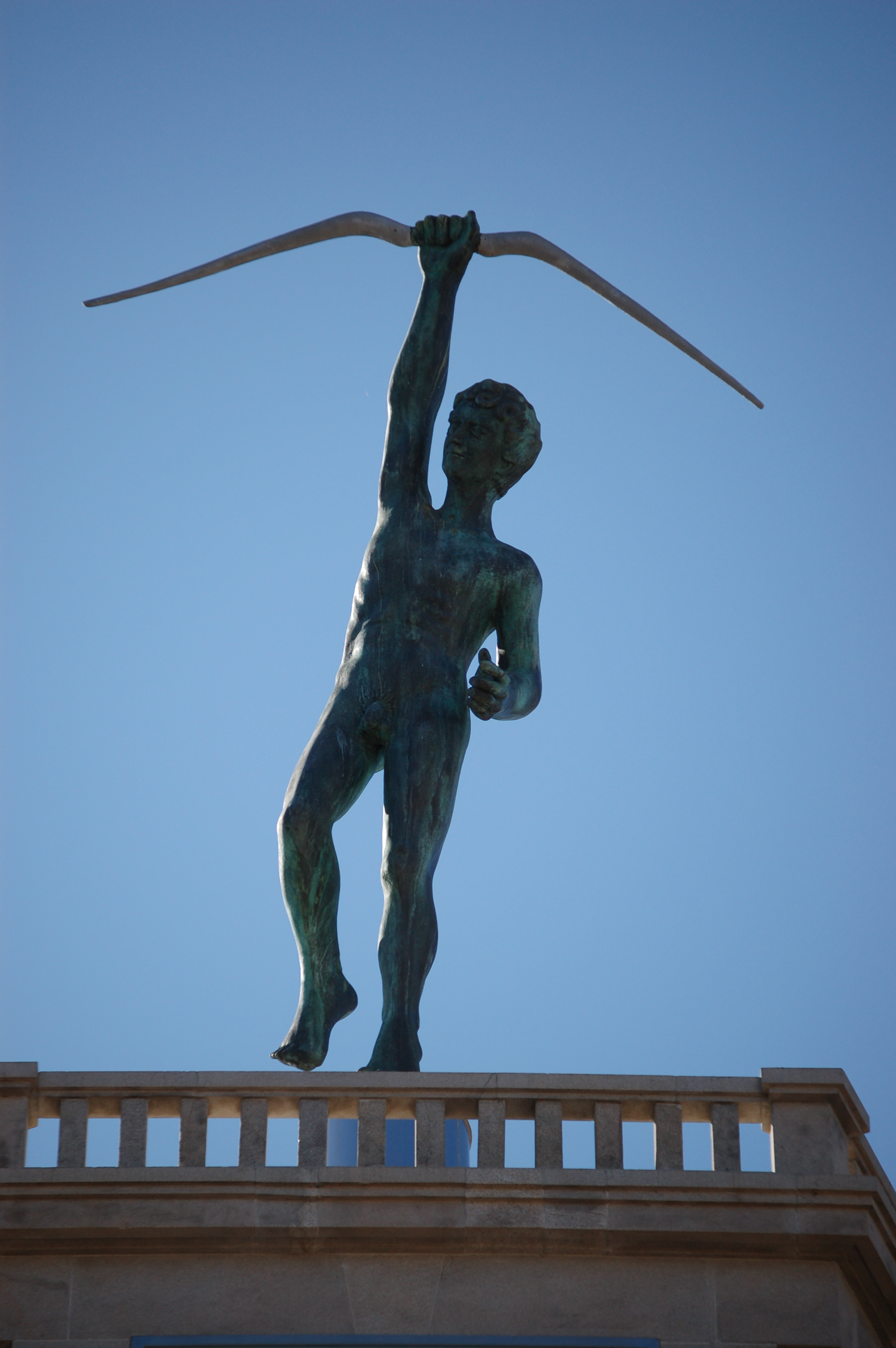
Statua di Teucro
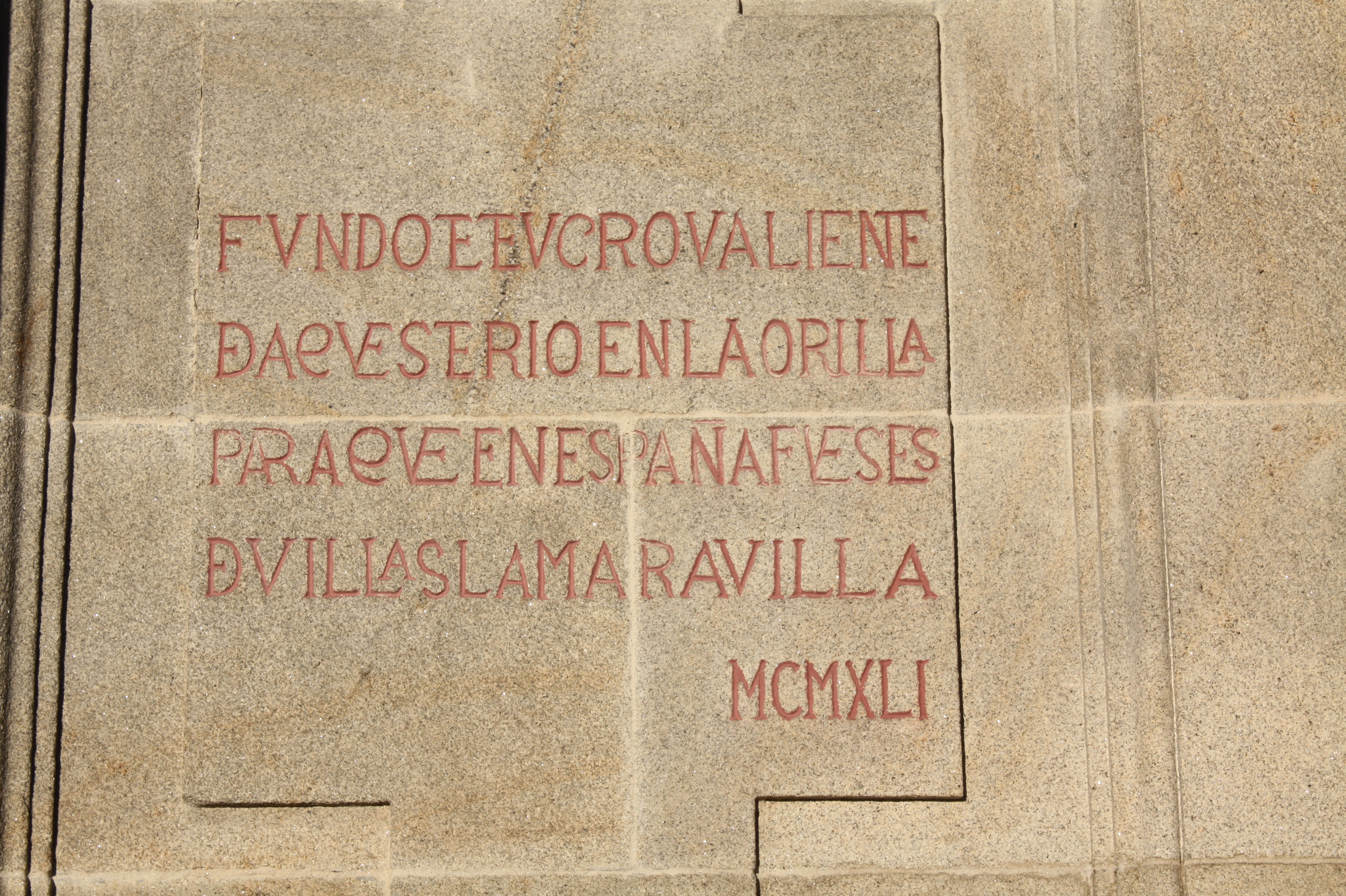
Iscrizione sulla facciata del municipio.
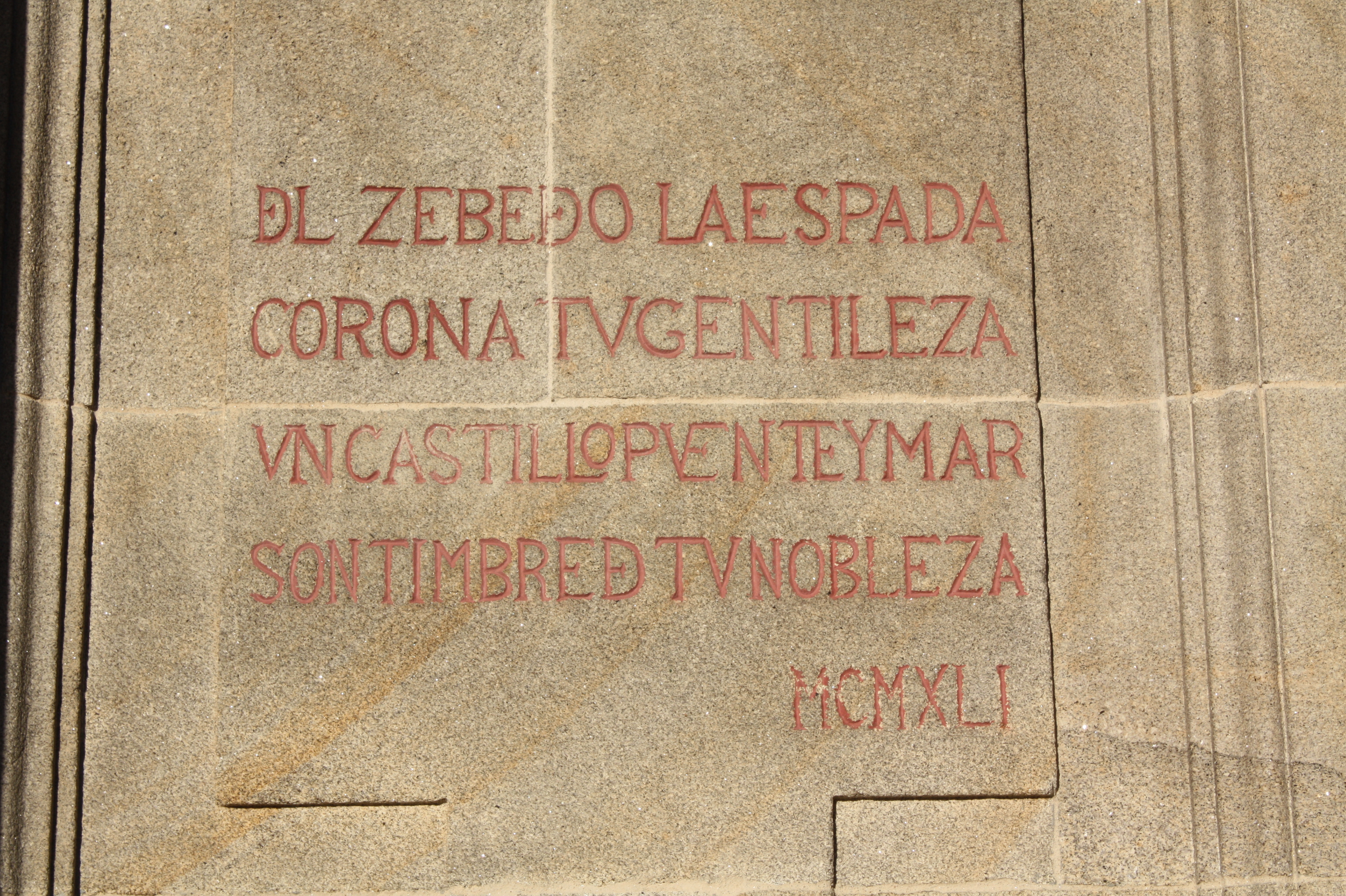
Iscrizione sulla facciata del municipio (continua).
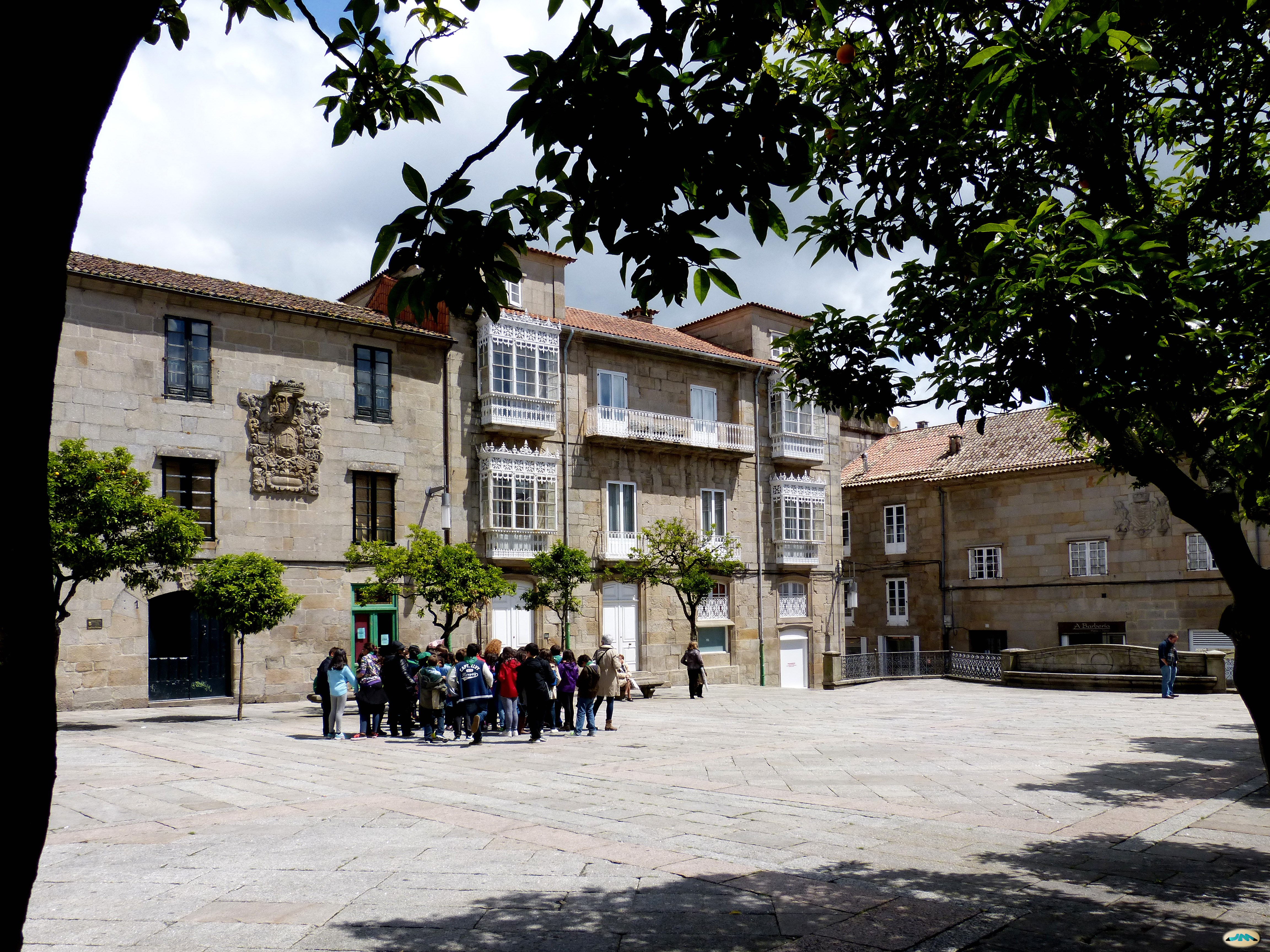
Piazza di Teucro.
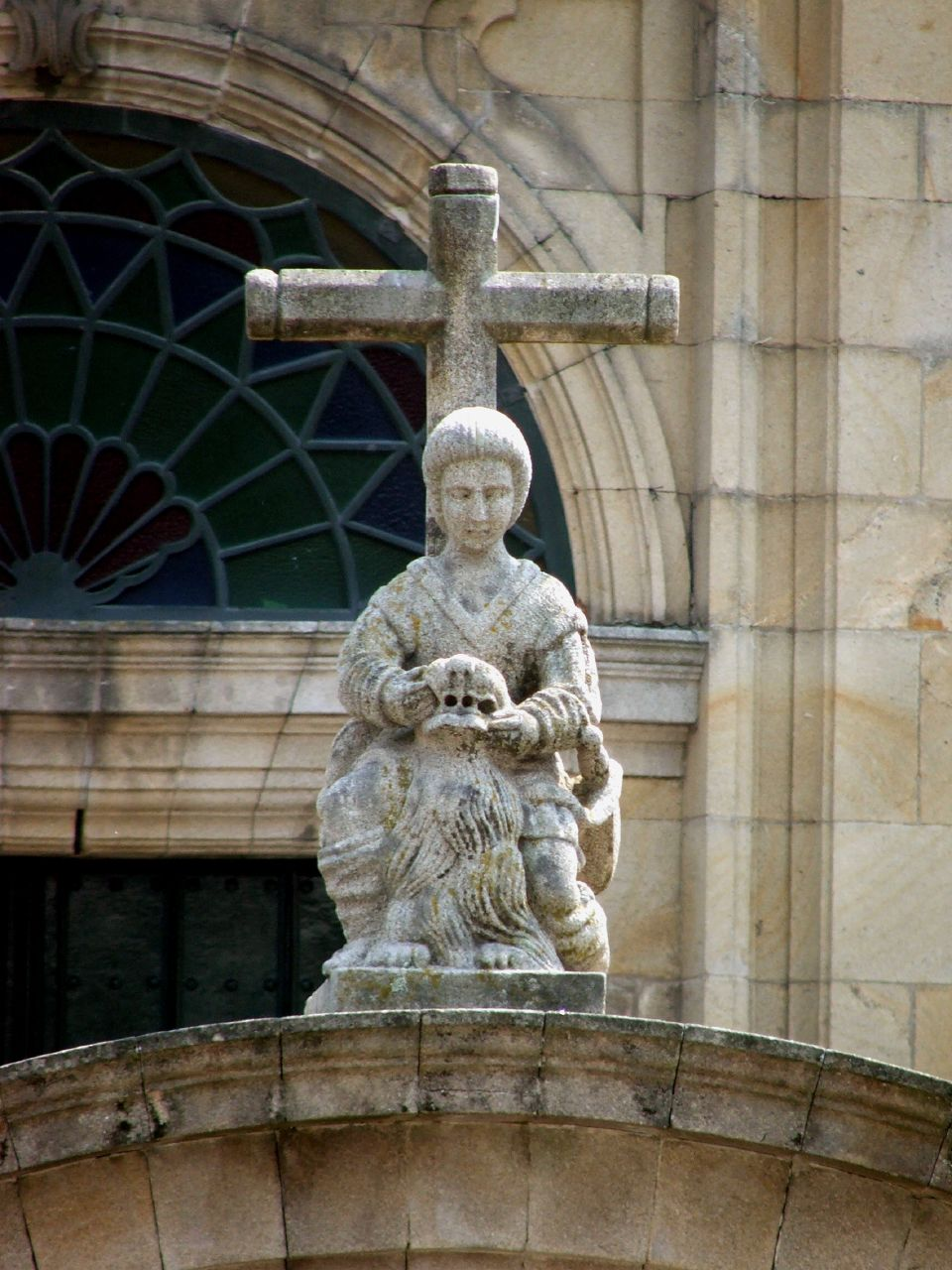
Statua di Teucro sul piazzale della Chiesa della Vergine Pellegrina